# Chris Frith

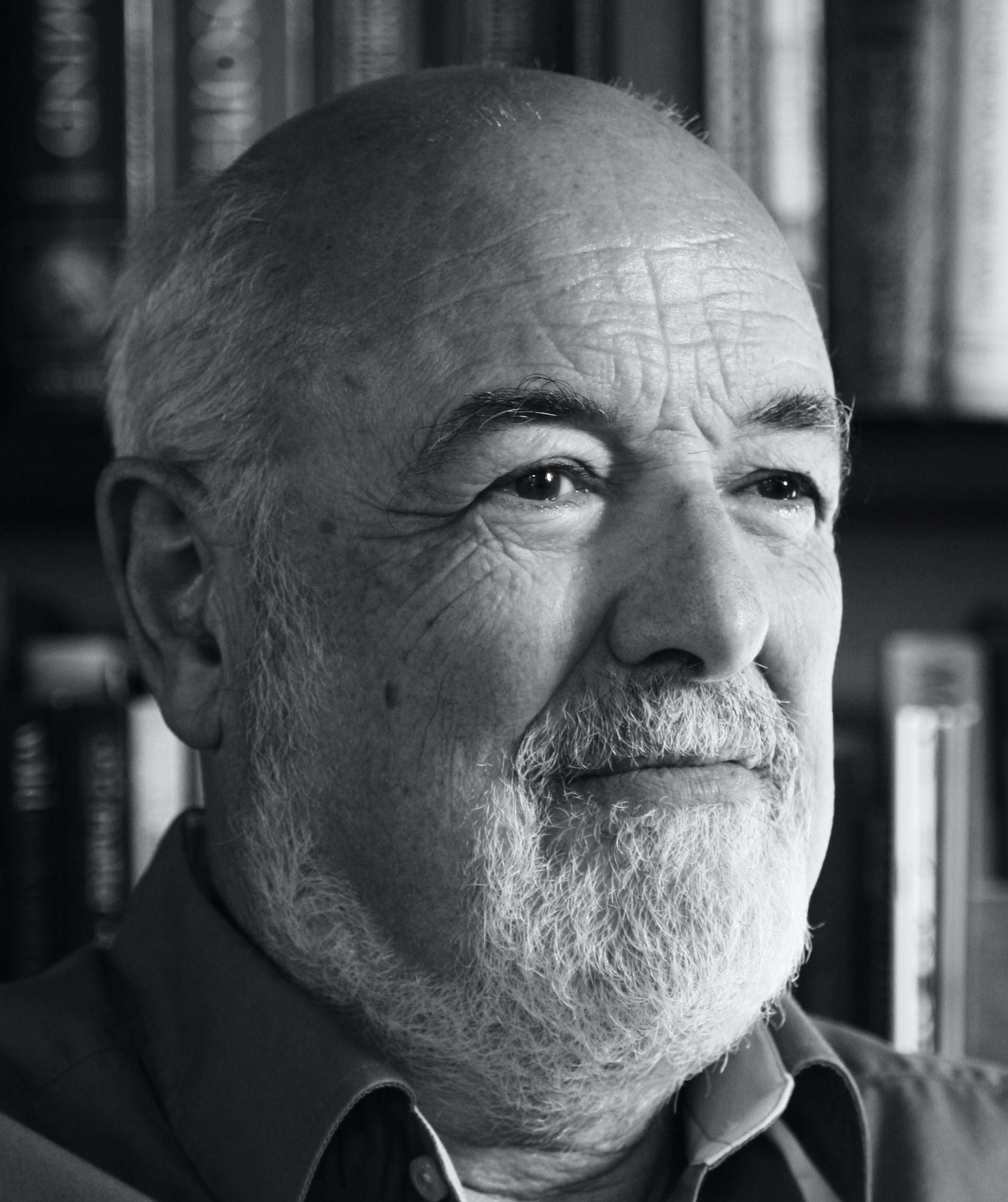
Chris Frith (2012)

Christopher Donald Frith genannt Chris Frith (* 16. März 1942 in Sussex) ist ein britischer Neurowissenschaftler. Er ist Emeritus am University College London und Niels-Bohr-Gastprofessor an der Universität Aarhus. Sein Forschungsschwerpunkt ist die höhere Kognition beim Menschen.

## Veröffentlichungen (Auswahl)
- The Cognitive Neuropsychology of Schizophrenia. 1992.
- Making up the Mind. 2007.
- Wie unser Gehirn die Welt erschafft. Spektrum Akademischer Verlag, Heidelberg 2010.

## Preise und Auszeichnungen
- Fellow der Royal Society, der British Academy und der American Association for the Advancement of Science.
- 1999 Mitglied der Academia Europaea[2]
- 2003 Ehrendoktorwürde der Universität Salzburg
- 2009 Internationaler Preis der Fyssen-Stiftung[3]
- European Latsis Prize (gemeinsam mit seiner Frau Uta)[4]

## Familie
Chris Frith ist der Bruder des Gitarristen Fred Frith, des Musikwissenschaftlers Simon Frith und des Anwalts Barney Frith. Seine Frau Uta Frith, geborene Aurnhammer, ist Entwicklungspsychologin; ihre Kinder sind der Bioinformatiker Martin Frith und der Kinderbuchlektor Alex Frith.